# Forêts de conifères, de feuillus et sclérophylles de Méditerranée orientale
Localisation
Les forêts de conifères, de feuillus et sclérophylles de Méditerranée orientale sont une écorégion en Asie définie par le WWF appartenant au biome des forêts, zones boisées et maquis méditerranéens dans l'écozone paléarctique. Elle est partagée entre huit pays : Turquie, Syrie, Irak, Liban, Israël, Palestine, Jordanie et Arabie saoudite.

## Géographie

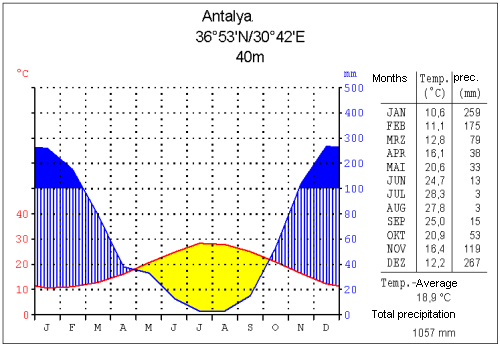
Climogramme d'Antalya (Turquie)

Cette région couvre le littoral et les chaînes côtières du sud de l'Anatolie, d'Antalya à Hatay, et du Levant, la zone de la frontière entre la Syrie et la Turquie ainsi que quelques poches de l'arrière-pays dans le Djebel Druze, les hautes terres de Jordanie et les montagnes du Hedjaz (Jabal Al-Lawz). Au sud et à l'est, l'écorégion est bornée par la steppe du Moyen-Orient, le désert syrien et le désert d'Arabie. Le paysage est fortement marqué par l'intervention humaine depuis l'origine de l'agriculture au Néolithique. Suivant l'ancien droit ottoman, les habitants désignent comme « forêt » toute étendue comprenant quelques arbres ; celles de Syrie sont généralement des forêts domaniales, celles du Liban davantage du domaine privé ou de fondation religieuse.
Le climat méditerranéen est caractérisé par des hivers doux et pluvieux et des étés chauds et secs : 1 000 à 1 250 mm de précipitations à Antalya, 600 à 800 à Mersin, Adana et Iskenderun, 650 à 800 à Beyrouth, Akko et Safed, 400 ou moins en Mésopotamie, dans le bassin de Syrie centrale, le sud d'Israël et les Territoires palestiniens. L'Anti-Taurus et les monts Amanus, qui appartiennent aux  écorégions des forêts de conifères et décidues d'altitude d'Anatolie méridionale et des forêts décidues d'Anatolie orientale, forment une barrière climatique en retenant les précipitations et alimentent plusieurs fleuves, Aksu, Göksu, Seyhan, Ceyhan, qui arrosent les plaines côtières comme la Çukurova. Les forêts contribuent à entretenir l'humidité des chaînes karstiques du Levant qui alimentent plusieurs cours d'eau permanents, Oronte, Litani, Barada, Jourdain tandis que le massif du Taurus nourrit les deux grands fleuves qui traversent la region : l'Euphrate et le Tigre. La répartition de l'eau donne lieu à de nombreuses contestations entre États voisins.

## Flore
La végétation comprend trois ensembles principaux : les brousses sclérophylles (maquis) dominantes au nord-ouest et sur la côte du Levant, les zones boisées de pin d'Alep, pin de Calabre, chêne dans les montagnes jusqu'à 1 800 m, la steppe dans l'intérieur. Le pin de Calabre est plus répandu dans la partie nord de l'écorégion, le pin d'Alep dans le sud. Ni l'un ni l'autre ne pousse spontanément en Mésopotamie, plus sèche : on y trouve des forêts-galeries de peupliers et de saules le long du Tigre et de l'Euphrate, de même que dans le bassin du Jourdain, entourées par des pâturages d'armoise herbe-blanche et Astragalus platyraphis. Dans l'intérieur de l'Anatolie et de la Syrie, hormis les forêts-galeries, les seules formations boisées se rencontrent au-dessus de 700 m d'altitude : Quercus ithaburensis, Q. cerris, Q. branti, Q. infectoria.
La flore méditerranéennes comprend plusieurs espèces fruitières ou aromatiques de grande importance culturelle : olivier, figuier, térébinthe, laurier, caroubier, lentisque, myrte, Arbutus andrachne. Plus de 40 espèces sclérophylles y sont représentées dont Phillyrea latifolia, Pistacia terebinthus, Calicotome villosa, Genista acanthoclada, Rhamnus lycioides, Myrtus communis, Laurus nobilis, Styrax officinalis et Spartium junceum. L'association de l'olivier et du caroubier était habituelle dans les régions côtières mais ce dernier a moins bien résisté aux bouleversements récents alors que des populations d'oliviers sauvages se maintiennent dans le canyon Köprülü (province d'Antalya) et à Feke (province d'Adana). Le pin pignon (Pinus pinea) a connu une large extension depuis 1860, notamment autour de Beyrouth : il fournit un bois de bonne qualité et le pignon est devenu populaire dans la cuisine locale.
Le chêne Quercus aucheri est endémique à la région d'Antalya et Phaselis. La plaine de Çukurova abrite plusieurs espèces endémiques comme Beta adanensis , Reseda balansae et Linum anisocalyx.
Dans le massif du Mont-Liban, sur les versants méditerranéens nord et ouest, entre 1 000 et 1 500 m, les espèces dominantes sont Quercus calliprinos, Q. infectoria, Pinus pinea ; entre 1 500 et 2 000 m, Abies cilicica, Cedrus libani, Q. cedrorum, Q. pinnatifida ; au-dessus de 2 000 m, Juniperus excelsa. Sur le versant sud présteppique, de 1 400 à 1 800 m, on rencontre Q. calliprinos, Q. infectoria, J. excelsa ; au-dessus de 1 800 m, essentiellement J. excelsa.
En Syrie du nord-ouest, le Kurd Dagh (en) est planté de chêne Kermès, pin d'Alep et de pins noirs. Le Baer-Bassit est planté surtout de pin de Calabre mélangé à des bosquets de Quercus cerris et Quercus calliprinos. Le Djebel Alaouite, qui culmine à 1 500 m, est planté de différentes espèces de chênes entrecoupés de cèdres du Liban et pins de Cilicie.

Flore et paysages
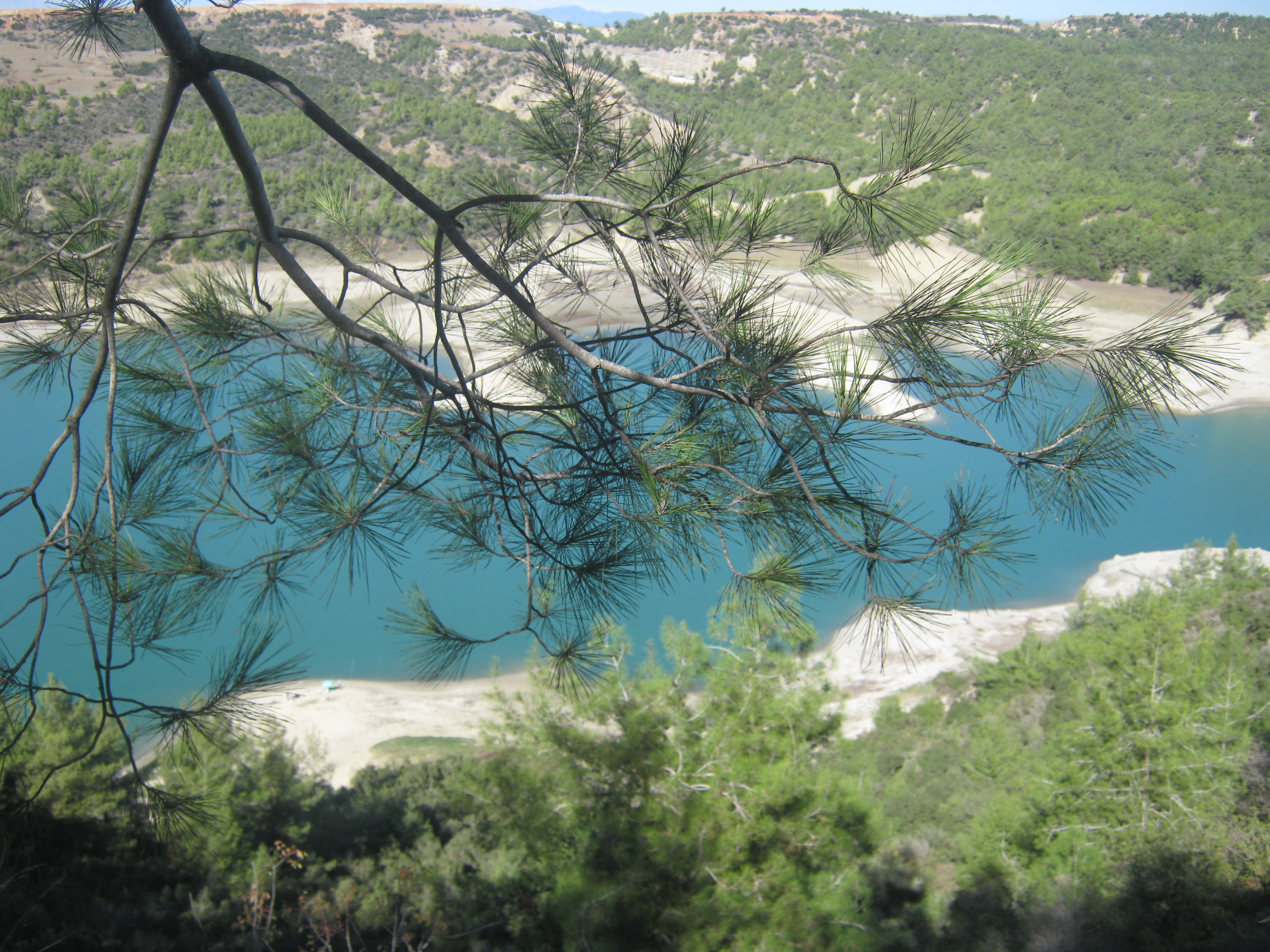
Pin d'Alep près d'Adana en décembre 2010.
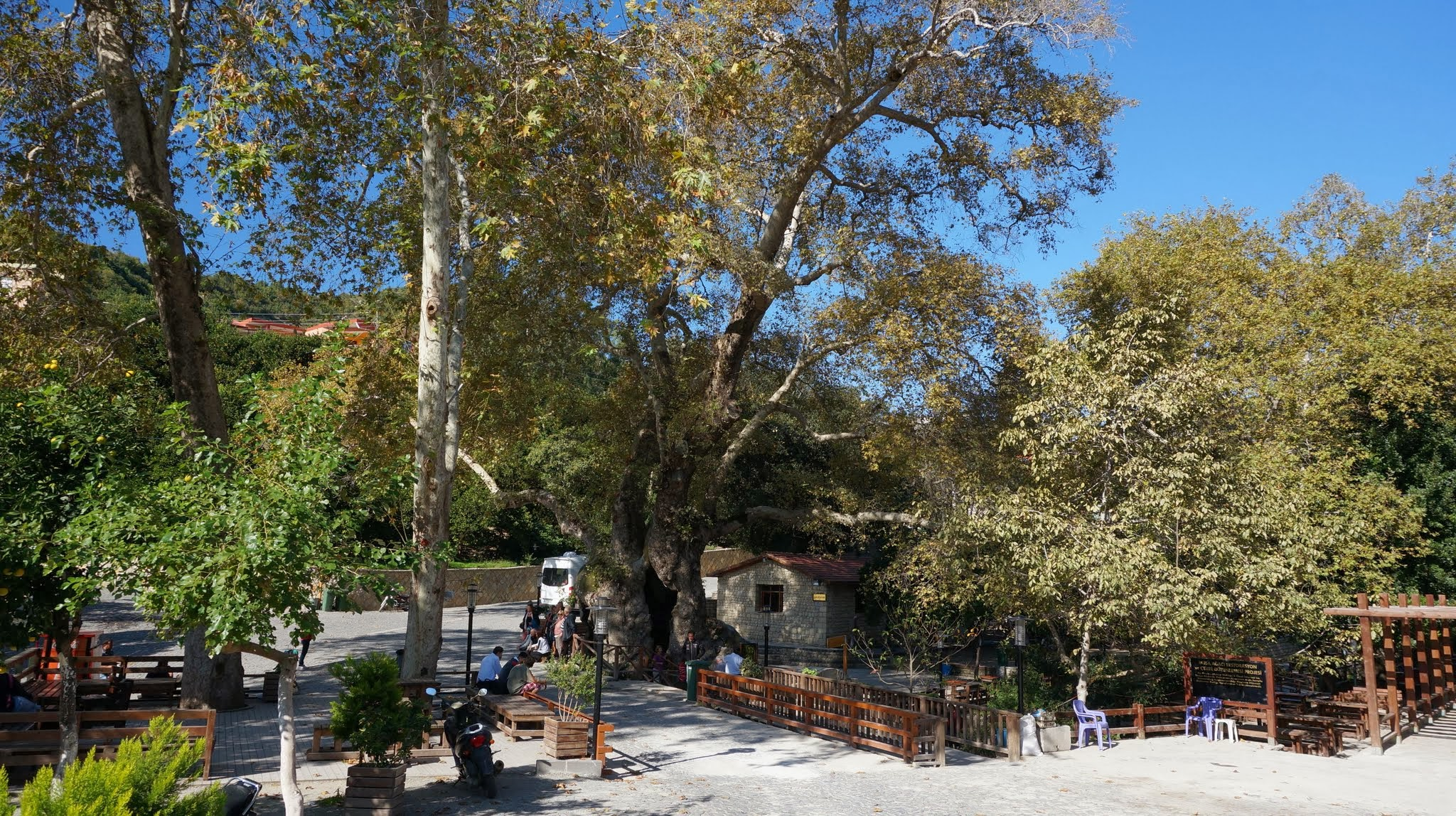
Clairière dans la province de Hatay en octobre 2013.
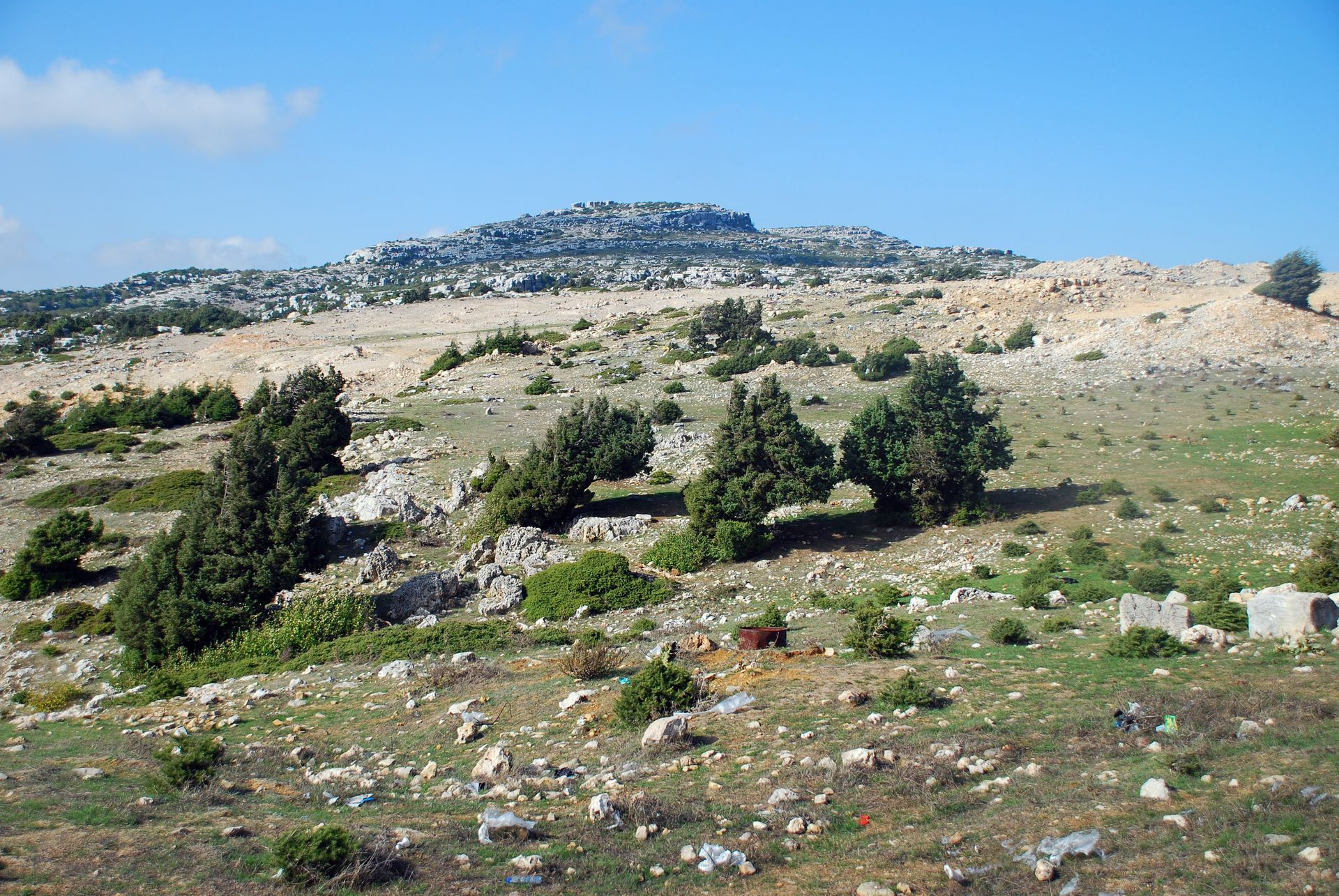
Sommet du Djebel Alaouite en octobre 2009.
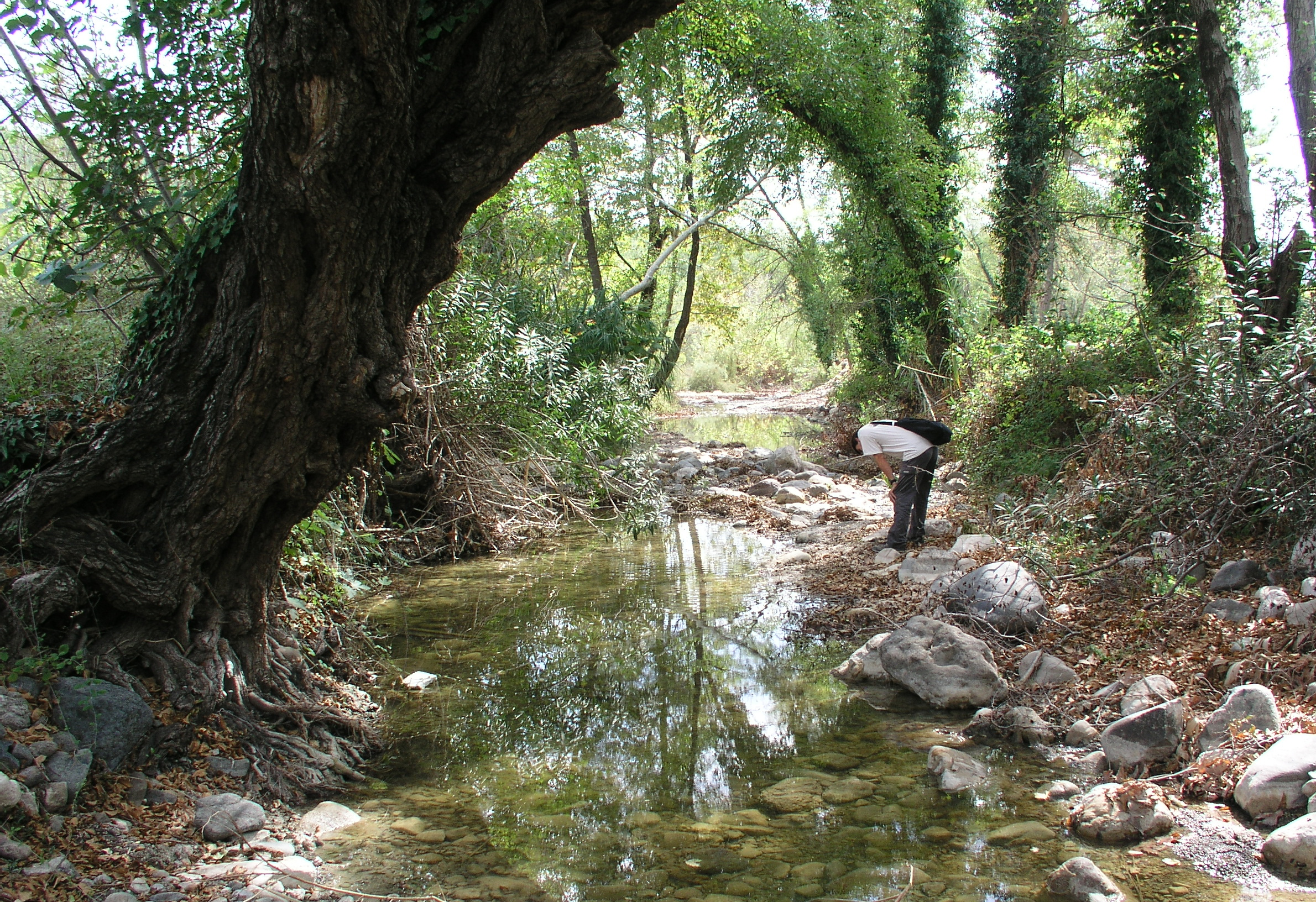
Forêt et rivière près de Lattaquié en octobre 2010.
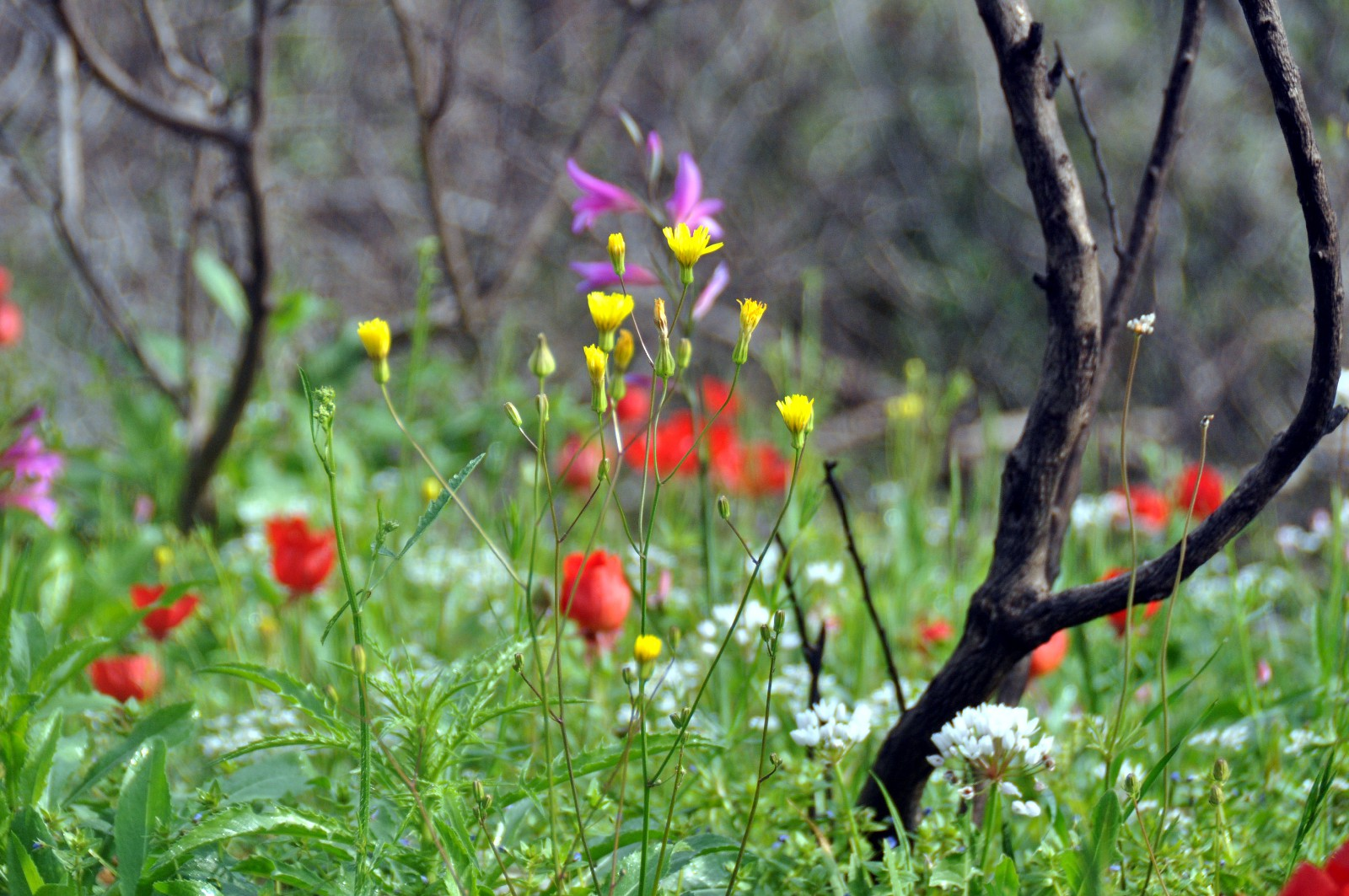
Flore de première repousse après un incendie au mont Carmel en avril 2011.
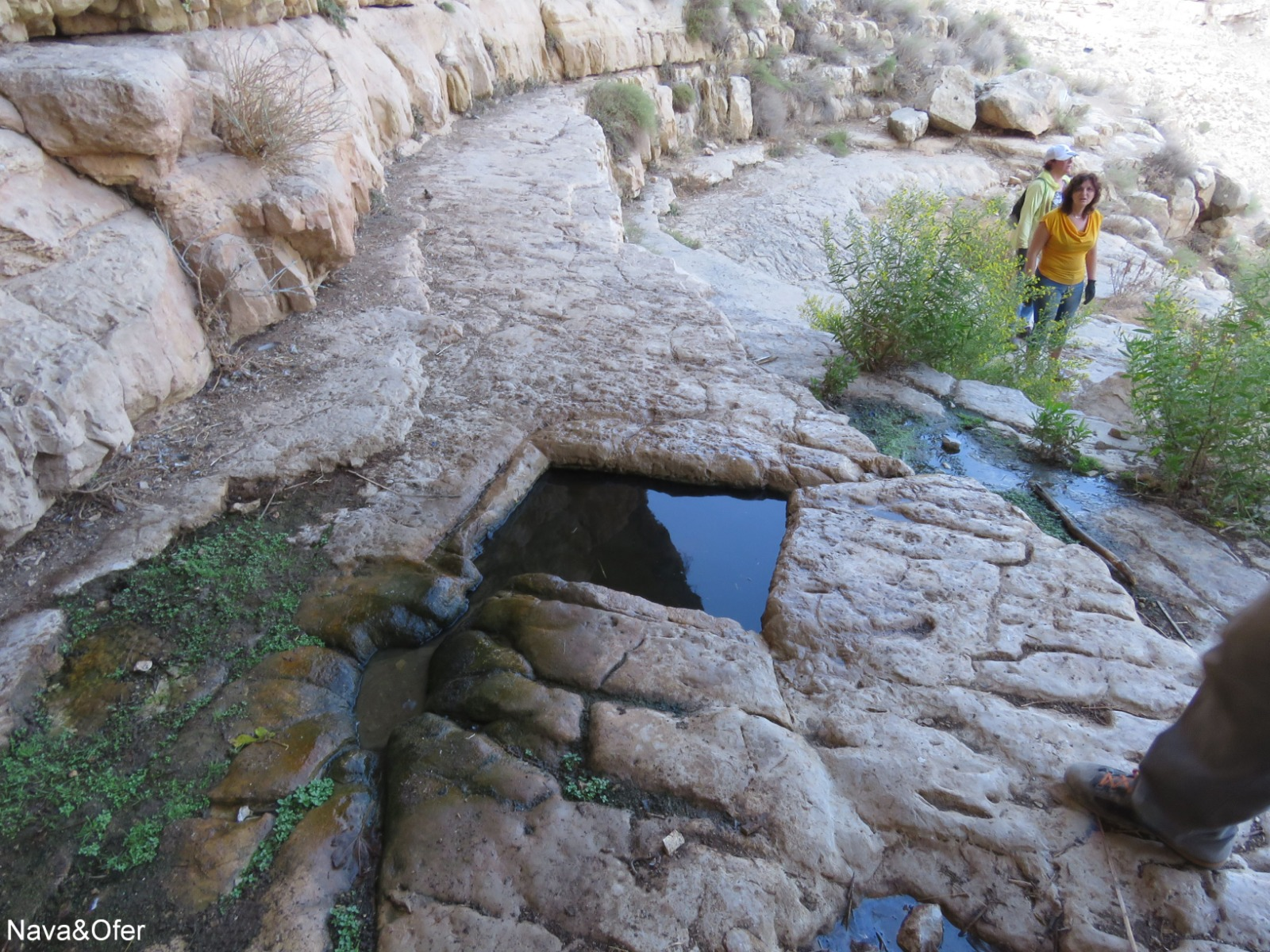
Rivière en Cisjordanie en octobre 2018.

Flore de la province de Mardin
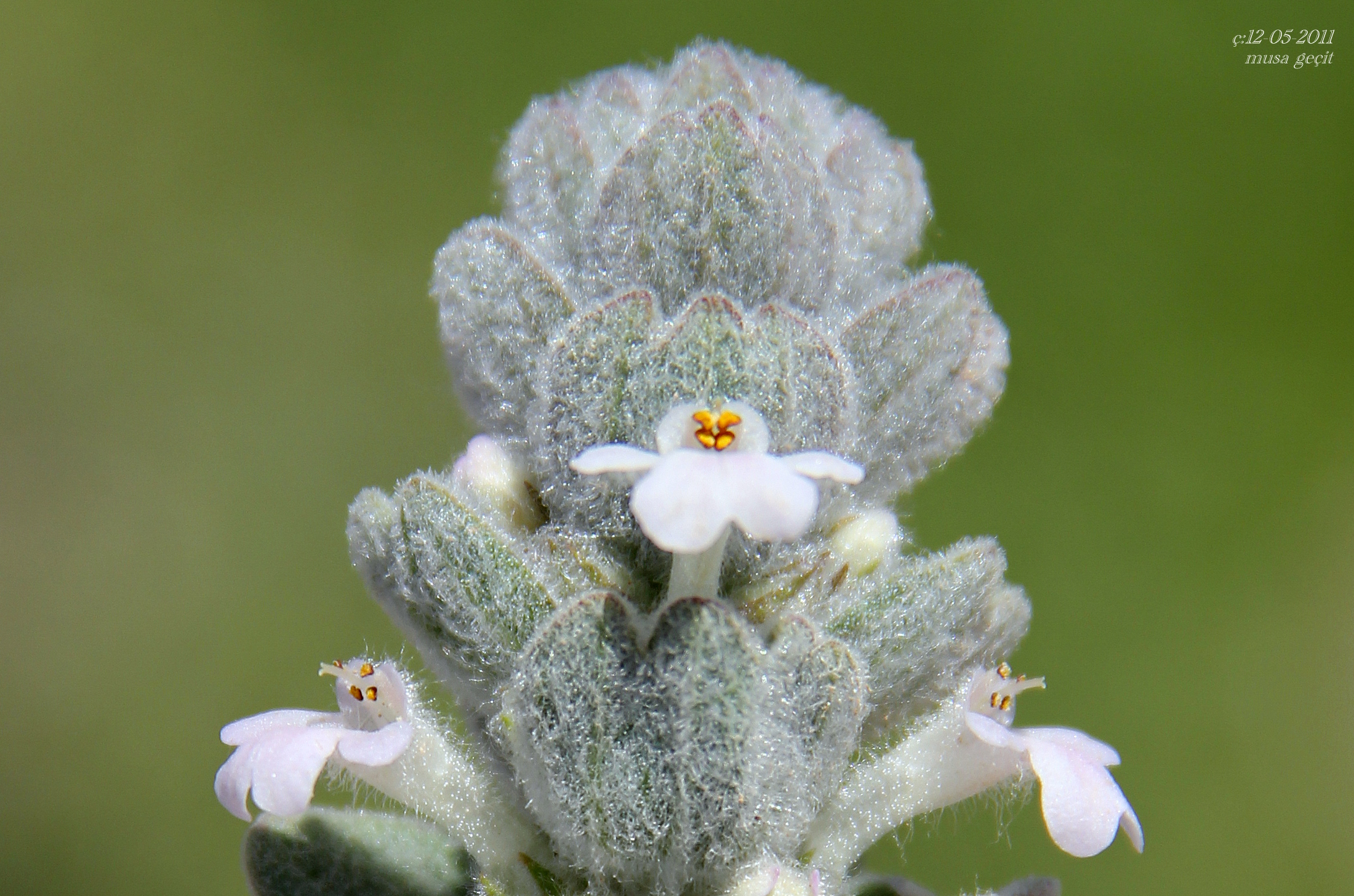
Ajuga vestita en mai 2011.
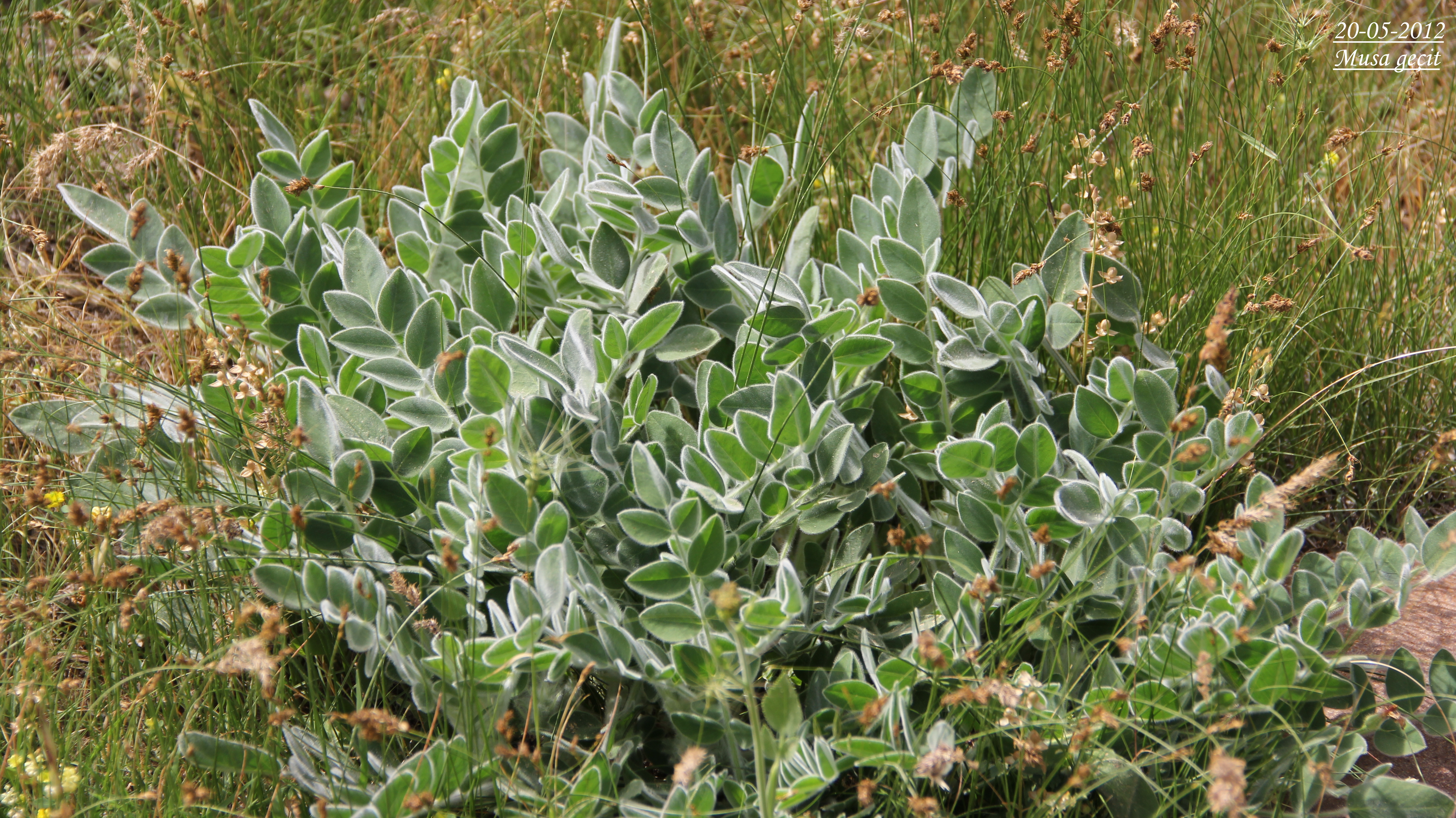
Astragalus mardinensis en mai 2012.
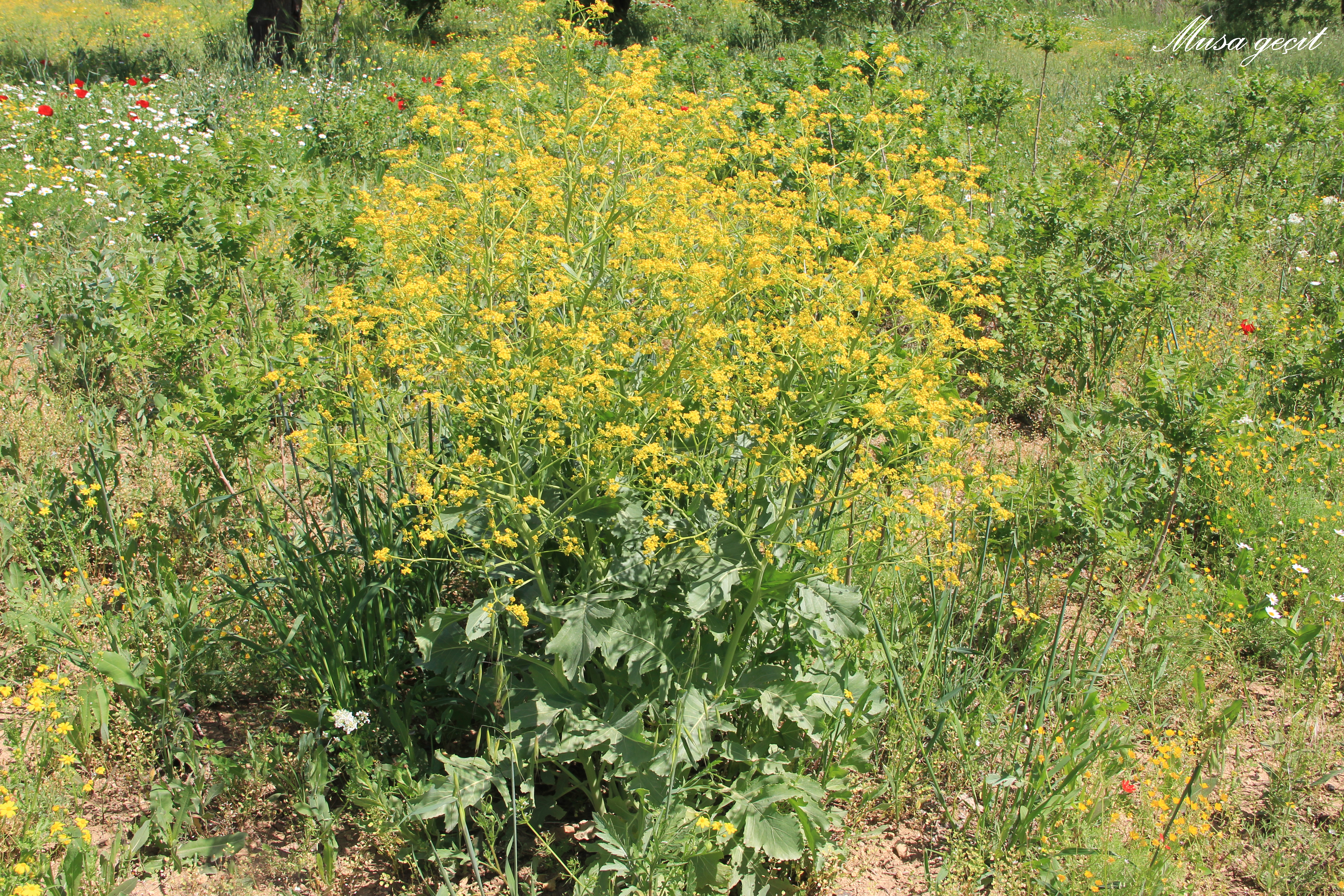
Crambe orientalis en avril 2012.
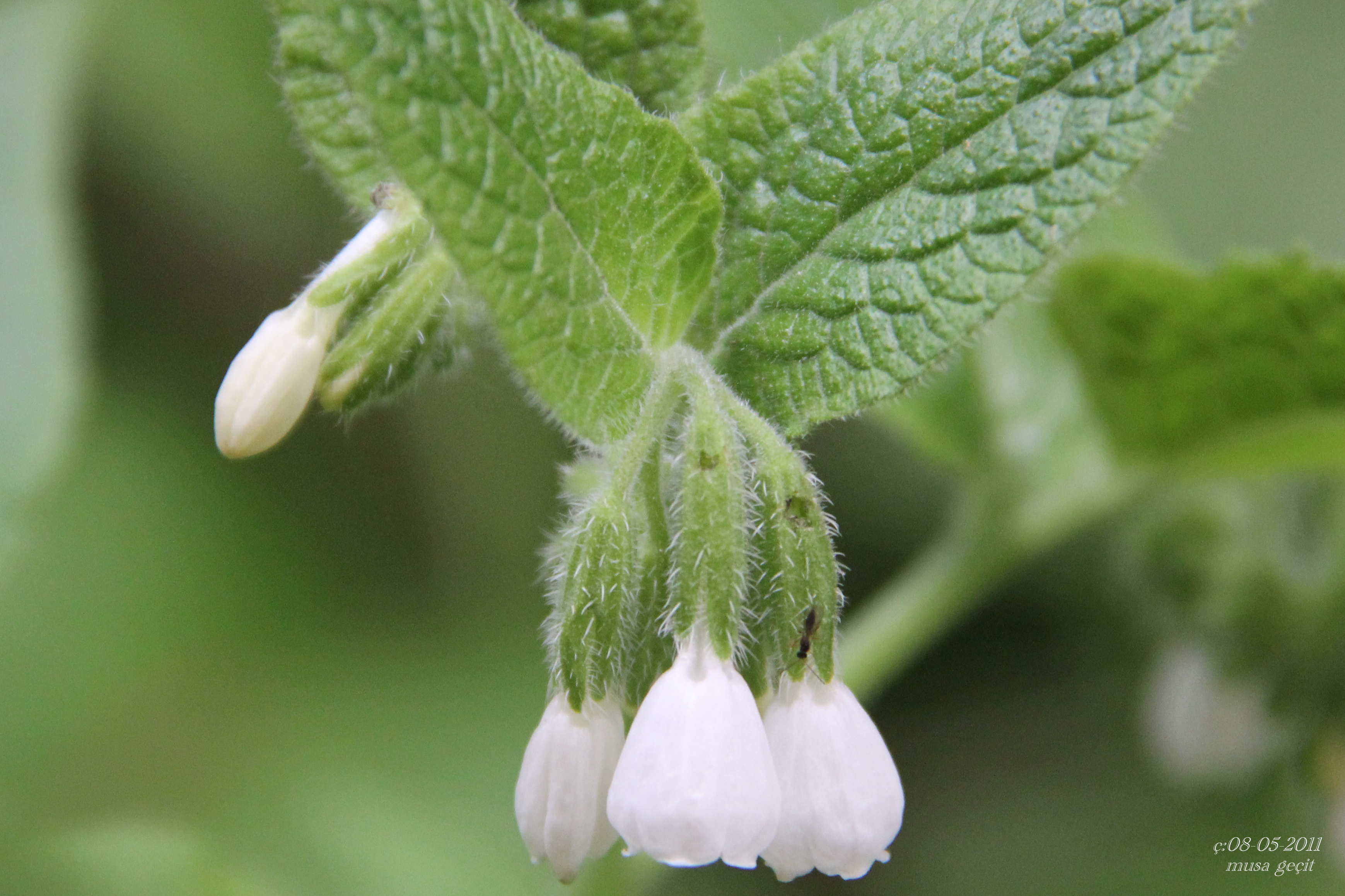
Symphytum kurdicum en mai 2011.
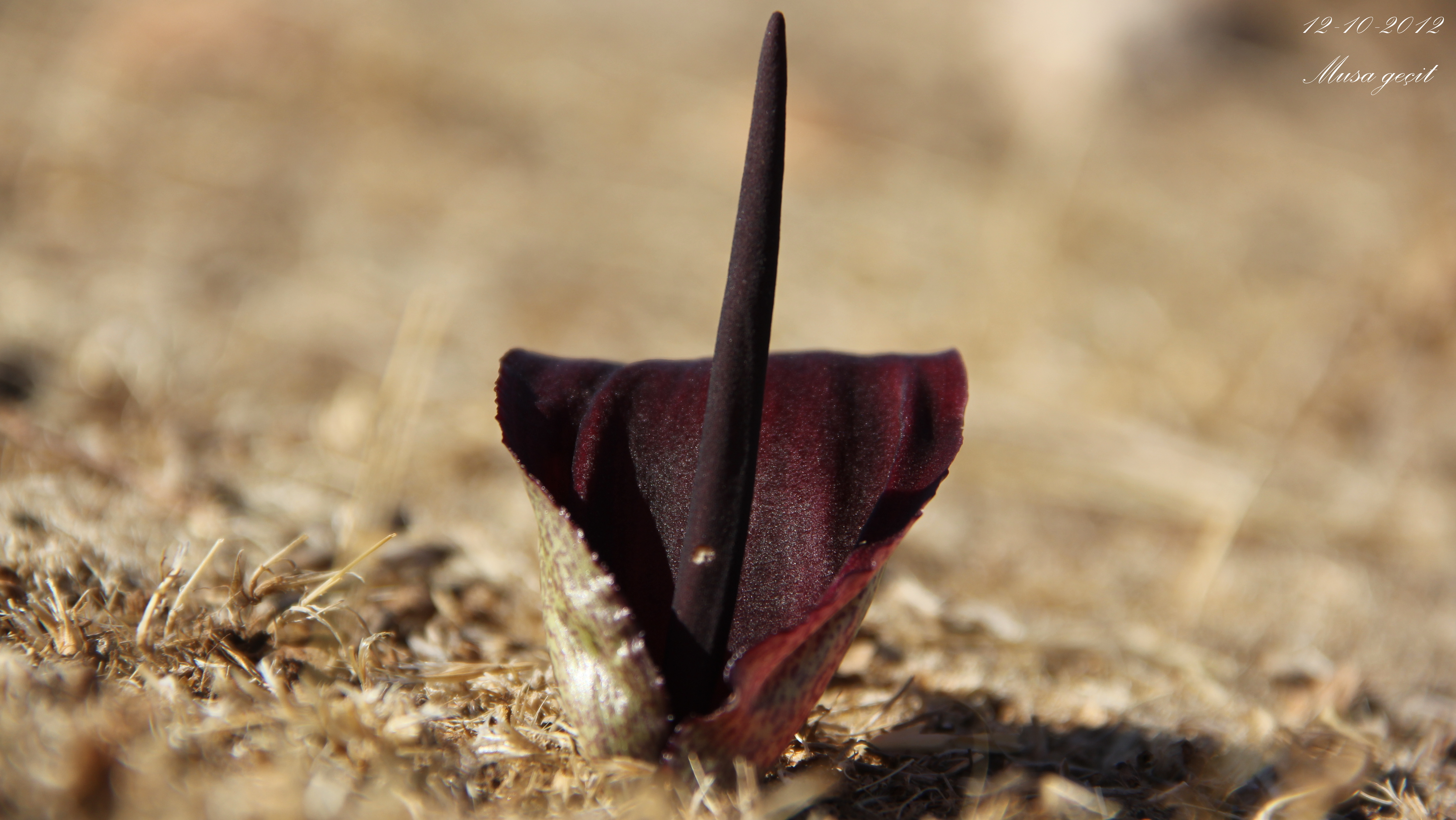
Biarum carduchorum en octobre 2012.

## Faune
L'hyène rayée est l'animal emblématique de l'écorégion. Sa population était estimée à un millier d'individus vers 2001. Elle est chassée pour sa peau et divers produits utilisés dans les superstitions locales. Presque disparue dans l'ouest de la Turquie, elle reste régulièrement signalée dans le sud-est, notamment dans la province de Hatay où une réserve a été créée à son intention. L'ours brun est parfois signalé à la limite nord de l'écorégion, le caracal à la limite sud. Le grand prédateur le plus répandu est le chacal doré qui a repris les zones abandonnées par le loup gris. Les petits carnivores les plus répandus sont le blaireau européen, la fouine et le renard roux. La mangouste d'Égypte se rencontre dans les zones arrosées en bordure des plaines cultivées.
La gazelle de montagne, déjà représentée sur les mosaïques romaines, était au bord de l'extinction au début des années 2000 ; dans la province de Hatay, grâce à un programme de protection soutenu par les habitants, sa population est repassée de moins d'une centaine à un millier. En Israël, environ 5 000 gazelles vivent à l'état sauvage; elle a été introduite avec succès dans la forêt des Martyrs, de plantation récente, à l'ouest de Jérusalem.
La souris épineuse et le campagnol d'Elbeyli (en) sont endémiques à une petite région de Turquie.
L'avifaune est abondante dans les zones humides du sud de la Turquie, particulièrement dans le delta du Göksu : cormoran pygmée, pélican frisé, marmaronette marbrée, fuligule nyroca, aigle criard, aigle impérial, francolin noir, talève sultane, œdicnème criard, pluvier à collier interrompu, vanneau à éperons, sterne naine. La grive draine est amenée au bord de l'extinction par la raréfaction des genévriers dont les baies constituent sa nourriture principale.
Le serpent Rhynchocalamus melanocephalus est presque endémique à la région.

Faune des forêts de Méditerranée orientale
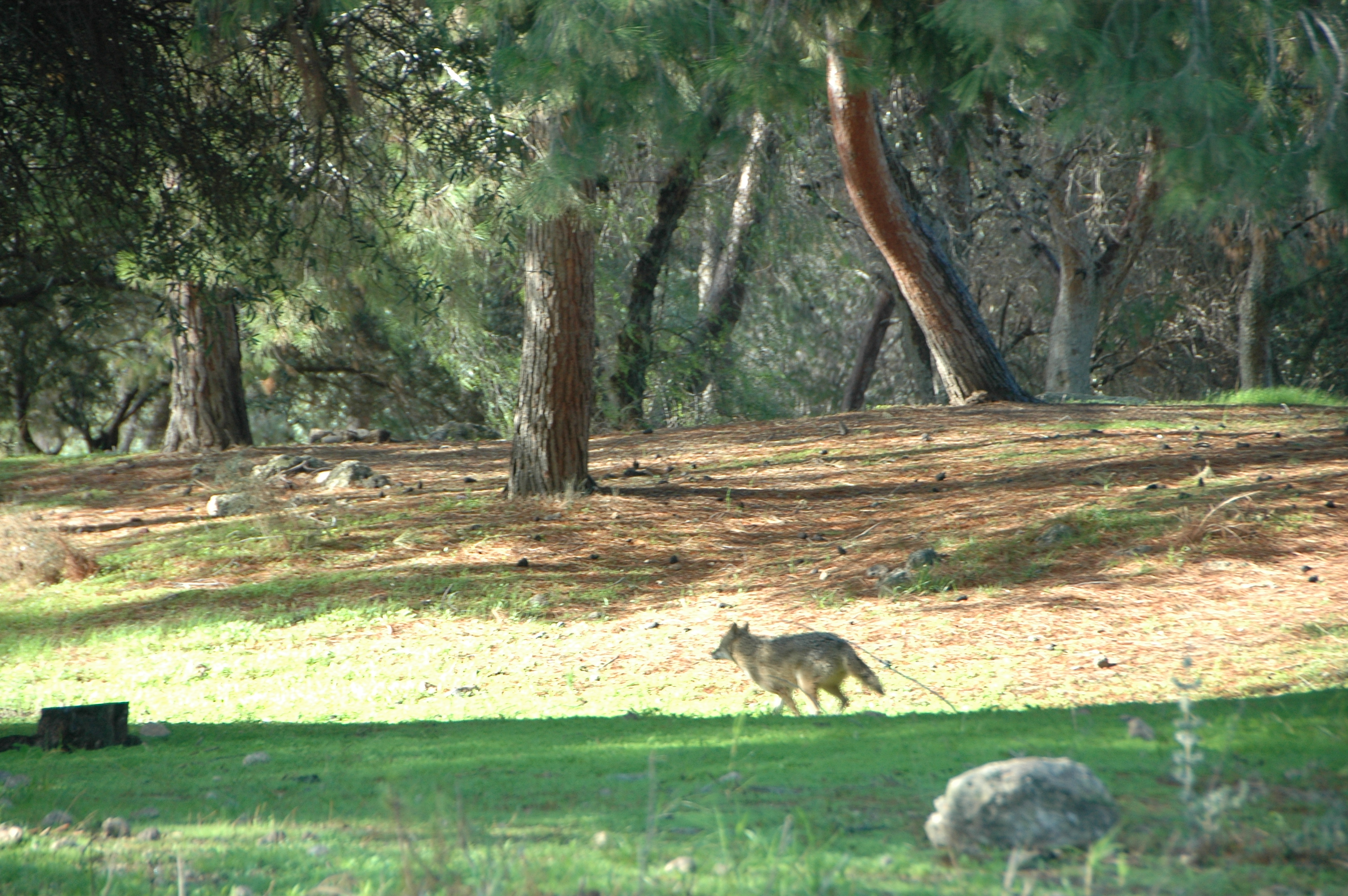
Chacal doré en Israël en janvier 2011.
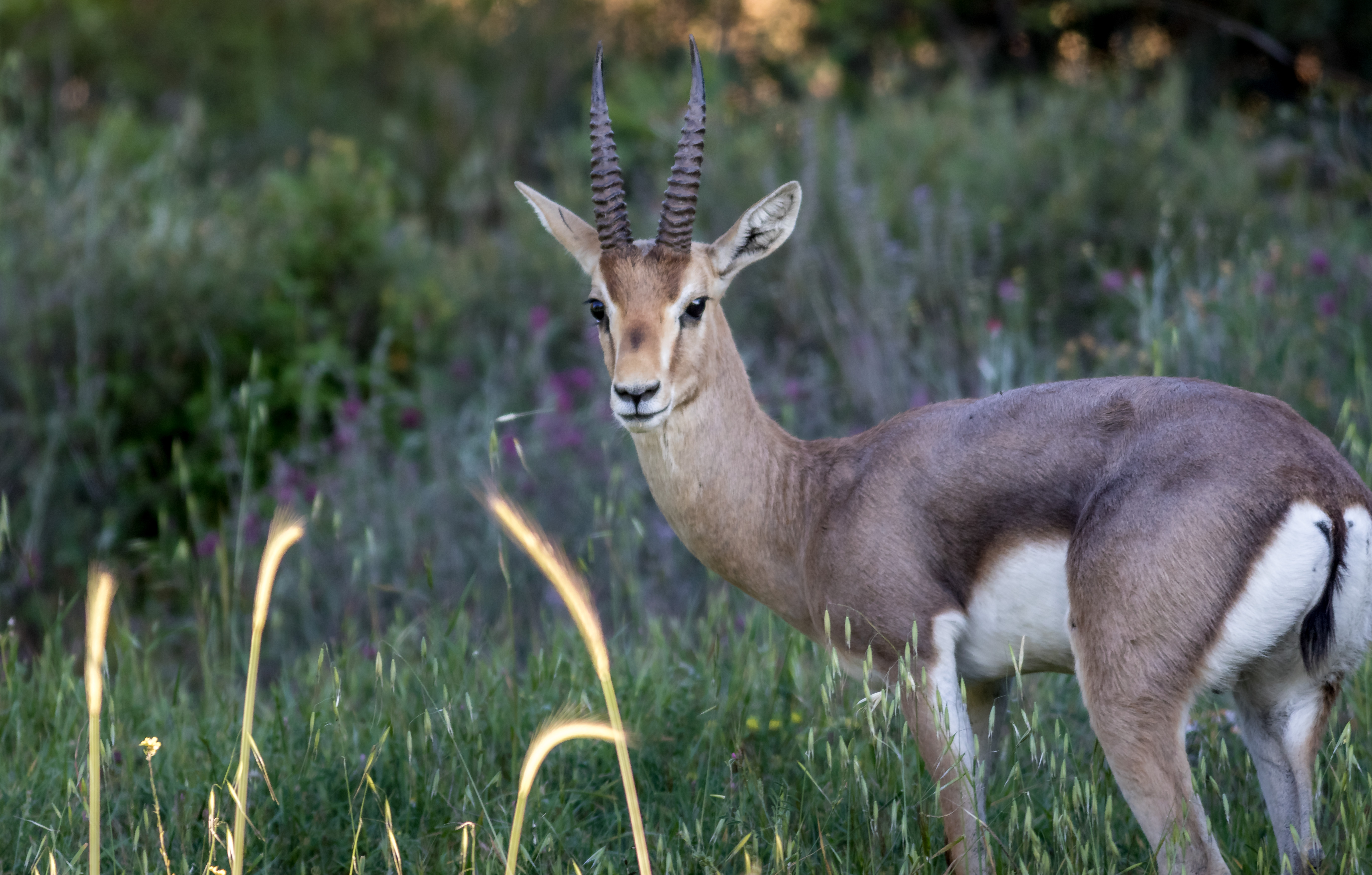
Gazelle de montagne en Israël en avril 2016.
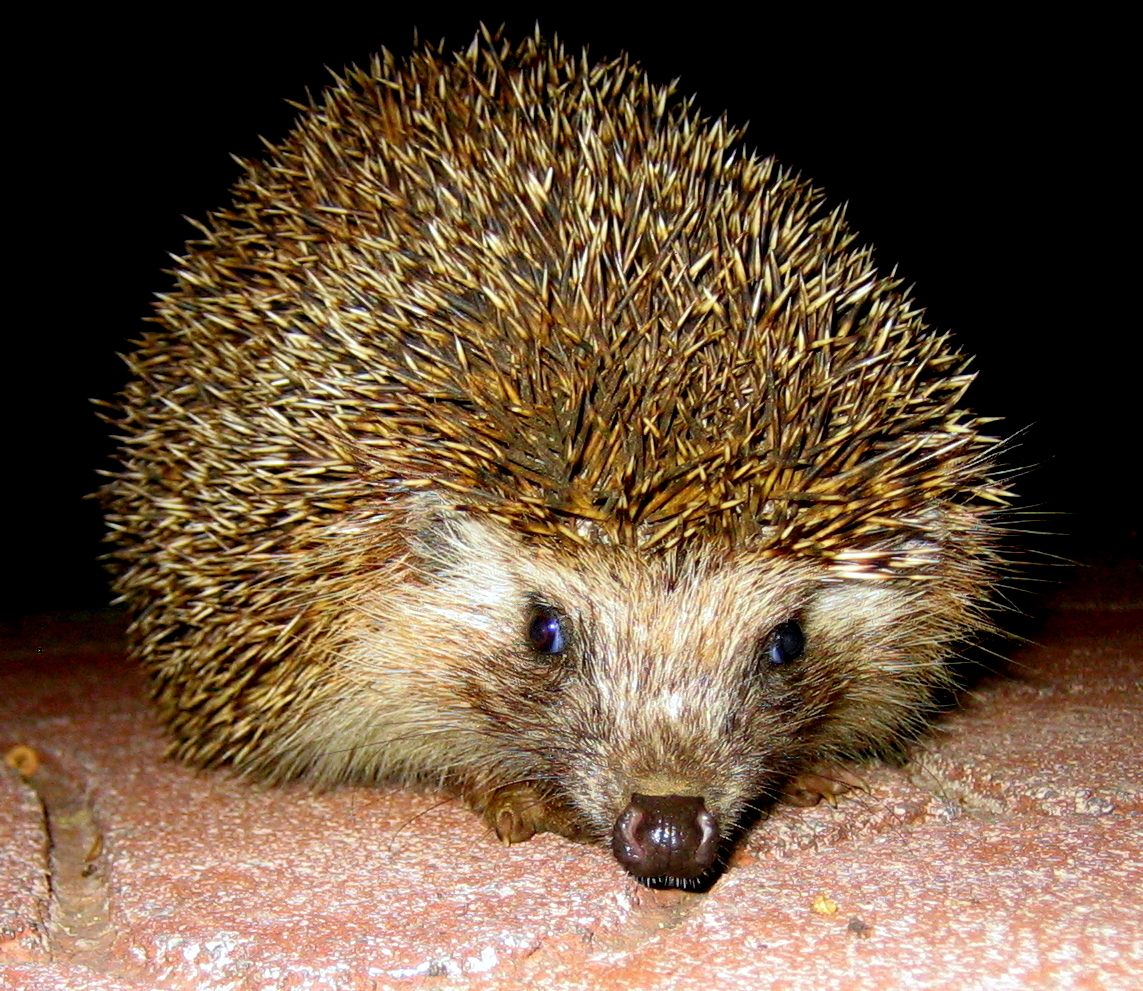
Hérisson dans la province d'Antalya en avril 2007.
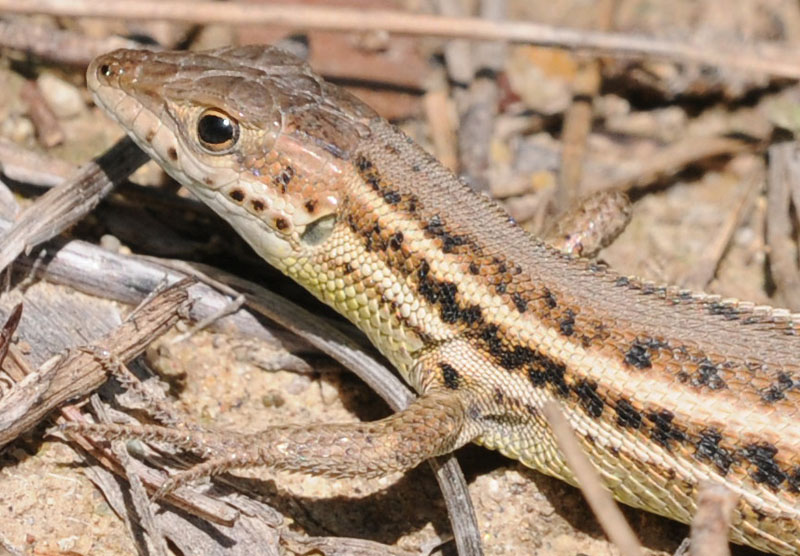
Lézard Ophisops elegans dans la province de Mardin en mars 2014.
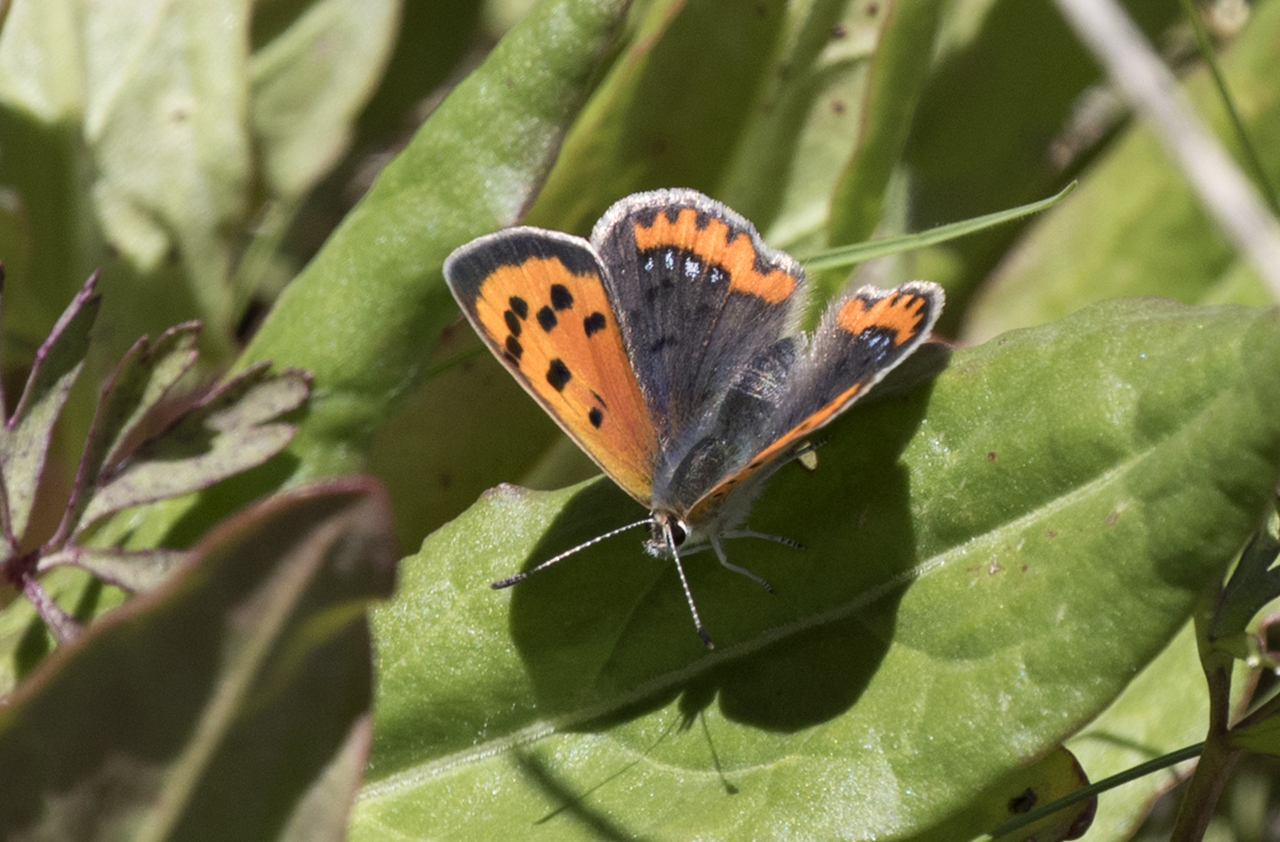
Lycaena phlaeas dans la province d'Adana en septembre 2016.
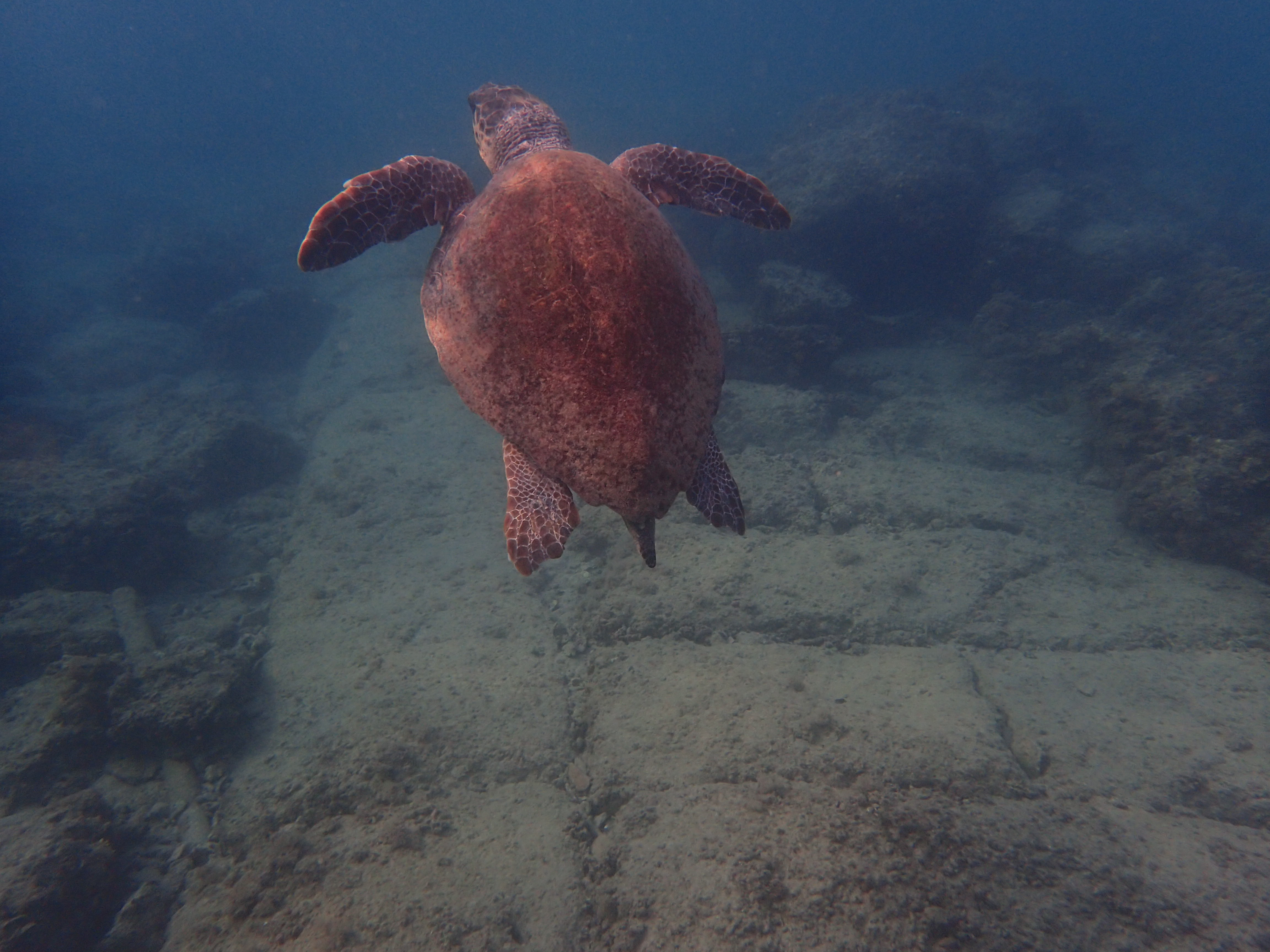
Tortue Chelonia mydas au Liban en octobre 2019.

Oiseaux des forêts et zones humides de Méditerranée orientale
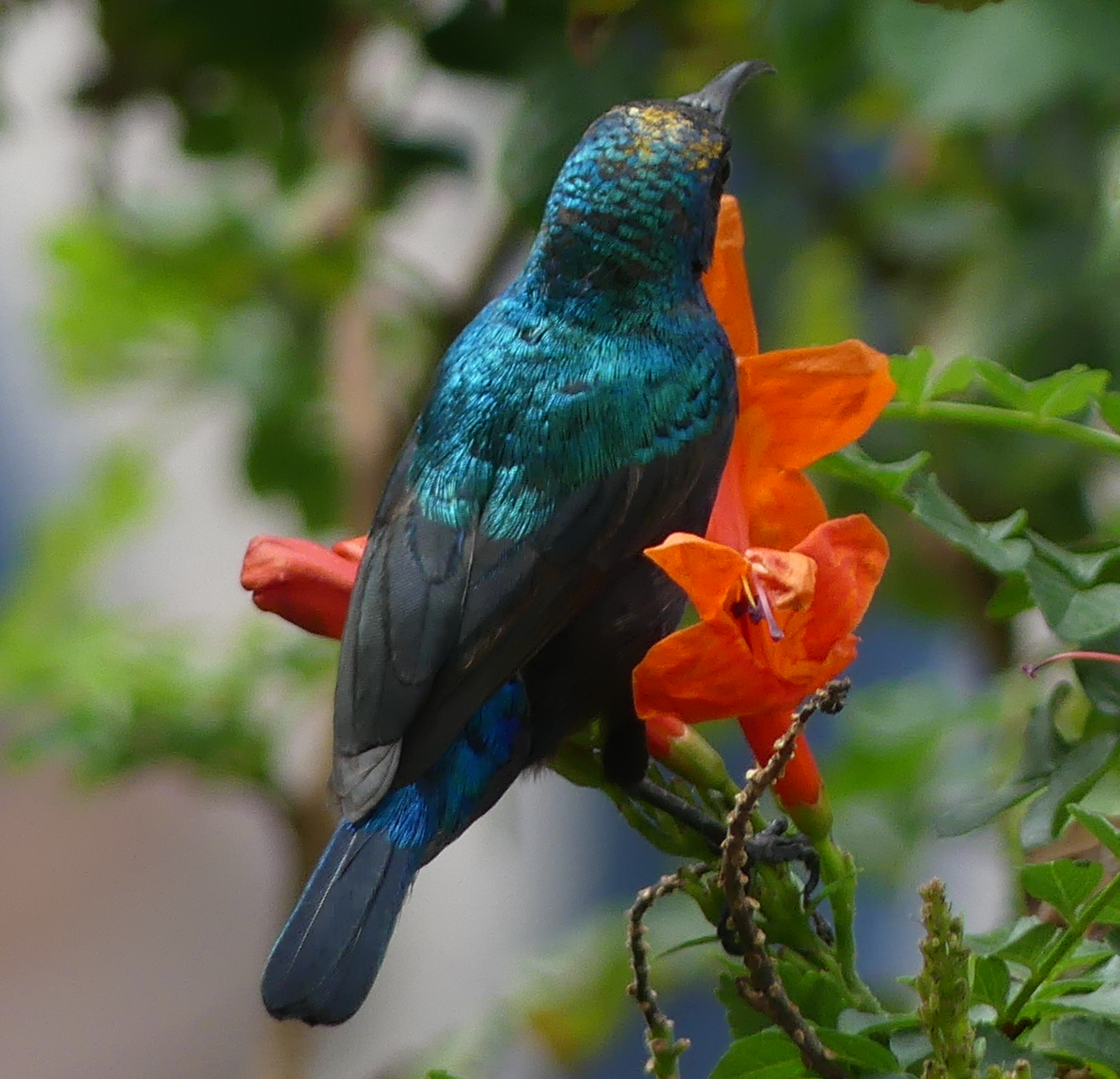
Souimanga de Palestine près  de Tyr (Liban) en décembre 2019.
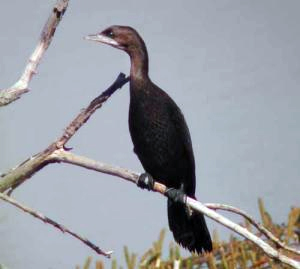
Cormoran pygmée dans la zone humide d'Aammiq en juillet 2007.
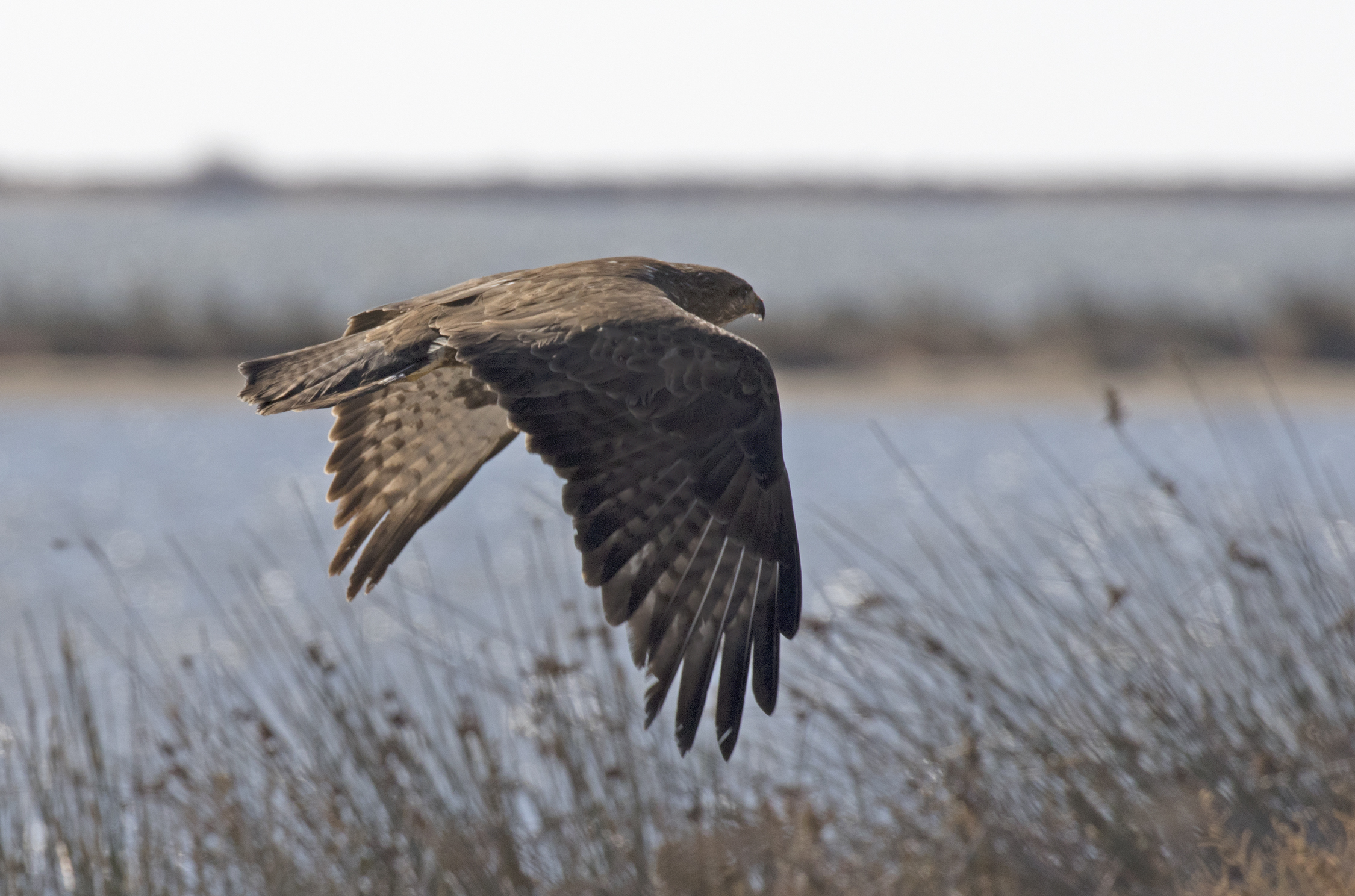
Busard commun dans le delta du Göksu en janvier 2017.
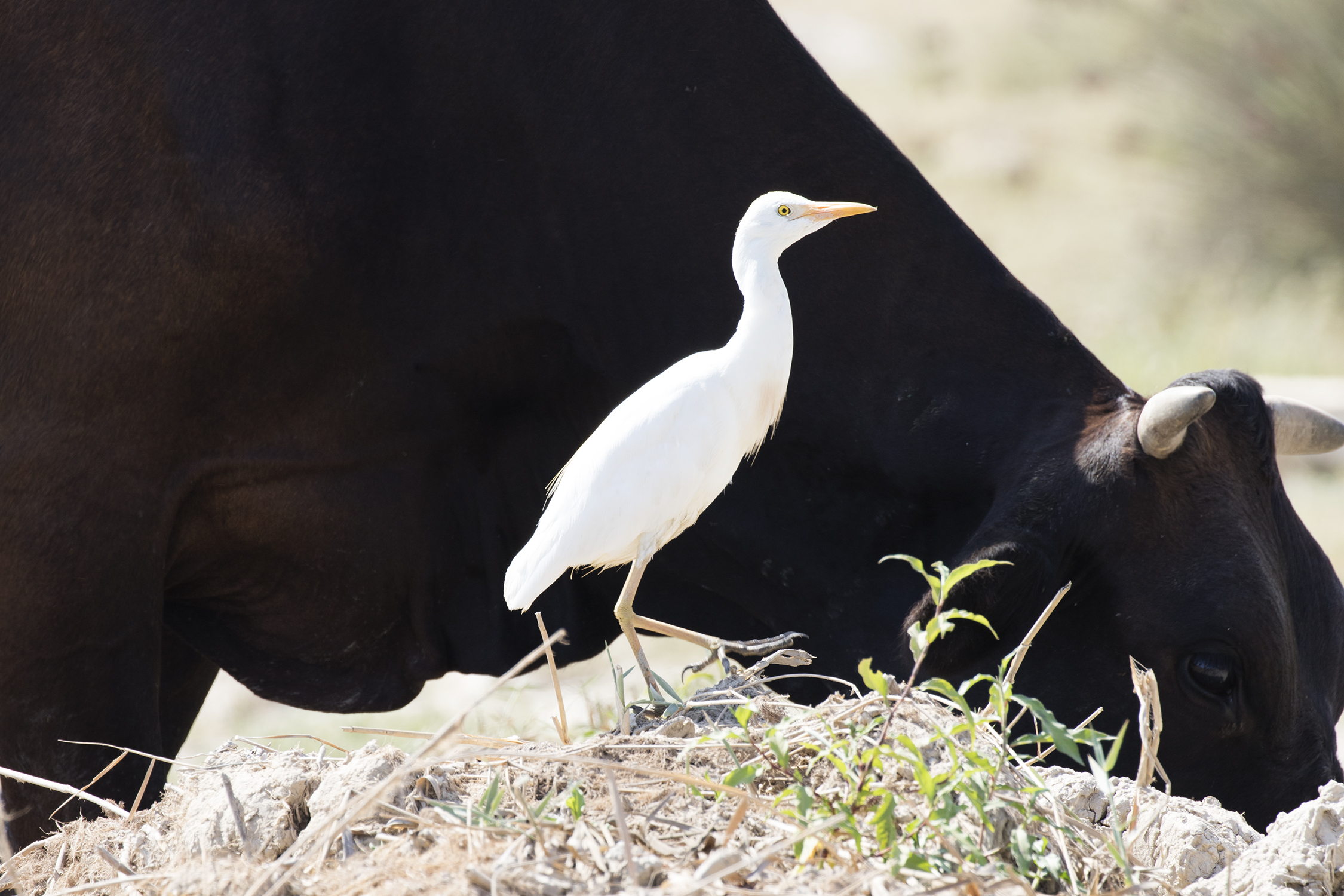
Héron garde-bœufs dans la province de Mersin en juillet 2017.
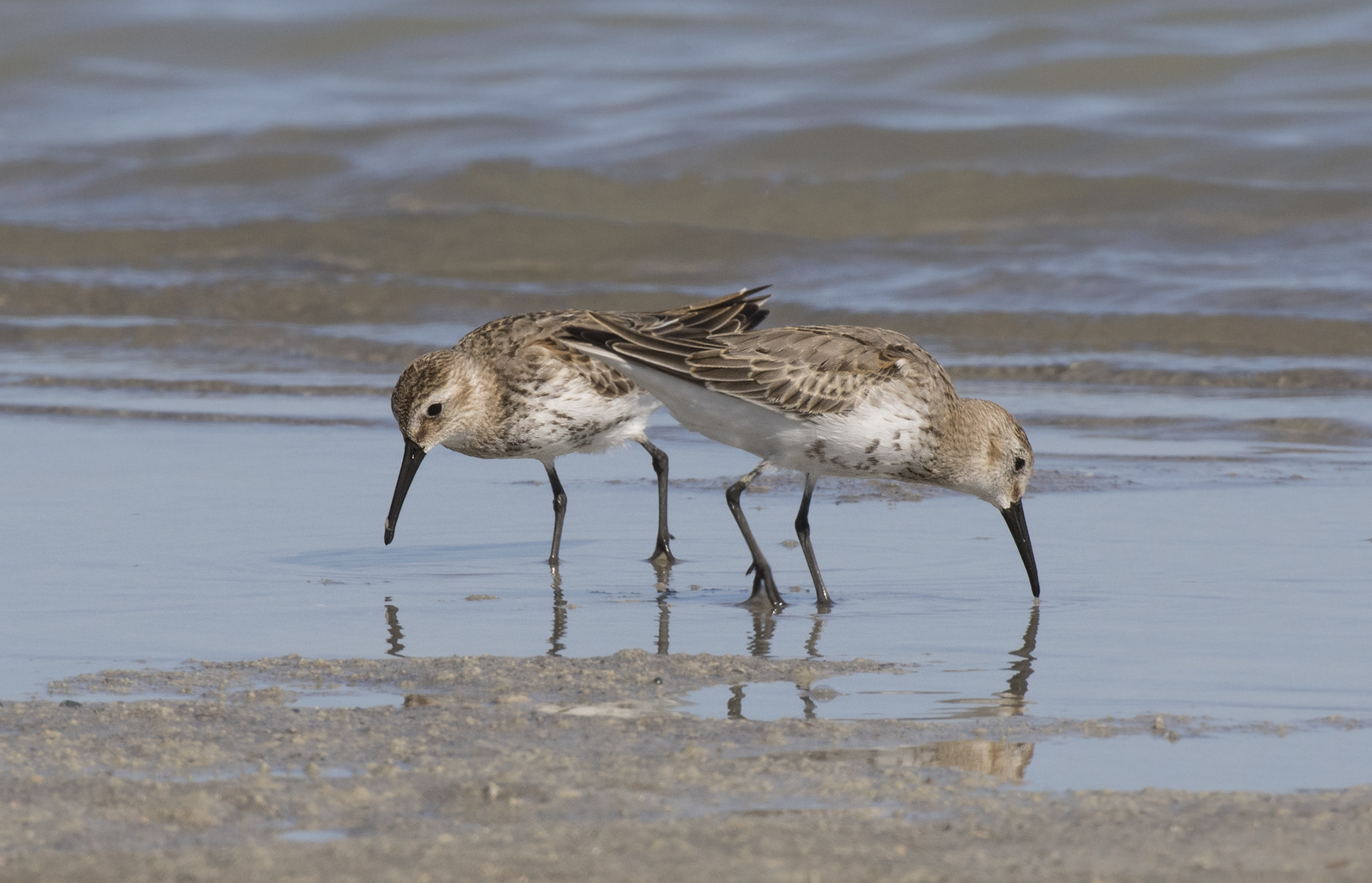
Bécasseau variable dans le delta du Göksu en octobre 2016.

## Menaces
Le petit bétail, important dans l'économie de la région, crée un danger permanent de surpâturage. Les habitants élèvent principalement des chèvres au Liban, des moutons en Syrie. En 2009, dans le district du Mont-Liban, on compte 45 700 caprins et 28 000 ovins.
Au Liban, le couvert forestier se dégrade fortement dans la période de la guerre civile : 79,5% de la surface est détruite entre 1962 et 1984. Le reboisement est mené par plusieurs institutions internationales et nationales et des associations : ses résultats sont appréciables avec 1,6 million d'arbres plantés entre 2003 et 2018. Les forêts du Mont Liban, densément peuplées, sont grignotées par l'extension de l'habitat et par la culture du cannabis.
En Syrie, la guerre civile depuis 2011 entraîne aussi un recul de la protection des forêts et une poussée de l'abattage illégal, le bois à brûler servant à remédier à la pénurie de pétrole. Selon Global Forest Watch, 26% des forêts ont disparu depuis 2000. L'administration autonome kurde du Rojava s'efforce de protéger les forêts dans les territoires qu'elle contrôle.
En raison de la sécheresse estivale aggravée par le changement climatique, les incendies de forêt sont un risque permanent comme en Turquie en juillet-août 2021 ou au Liban en juin 2022.
La région abrite quelques-unes des rares populations méditerranéennes de phoque moine et de tortue caouanne. Les plages où la caouanne pond ses œufs sont souvent envahies par les touristes et nécessitent une surveillance constante ; au Liban, il n'en reste que deux bandes étroites de 1,4 et 1 km sur la côte de Tyr et à l'île des Palmiers<L'Orient-Le Jour>.
La pollution par les déchets urbains entraîne une perte de biodiversité marine autour de Beyrouth mais la faune aquatique est relativement préservée dans les réserves marines de Tyr et de l'île des Palmiers.

## Aires protégées
Turquie
- Delta du Göksu
- Îles d'Aydıncık
- Lagune de Yumurtalık
- Canyon Köprülü
- Parc national de Karatepe-Aslantaş

Liban
- Réserve naturelle des Îles du Palmier
- Réserve naturelle de la côte de Tyr (en)
- Réserve naturelle du Chouf comprenant les Cèdres de Dieu et la zone humide d'Aammiq

Israël
- Parc de biosphère de Ramat Menashé[14]
- Forêt des Martyrs

Palestine
- Parc national Canada-Ayalon

Jordanie
- Réserve forestière de Yarmouk[15]